# Moosehead
Jezioro Moosehead – jezioro w Stanach Zjednoczonych, w stanie Maine.
Jezioro ma nieregularną linię brzegową. Na jeziorze znajduje się dużo wysp.